# Dröm orsakad av ett bis flykt runt ett granatäpple en sekund före uppvaknandet
Dröm orsakad av ett bis flykt runt ett granatäpple en sekund före uppvaknandet är en surrealistisk målning, utförd av Salvador Dalí år 1944. Kvinnan i bilden sägs föreställa konstnärens hustru Gala.